# Platylabus atricornis
Platylabus atricornis là một loài tò vò trong họ Ichneumonidae.